# Psychopathologie
Psychopathologie (uit het Grieks psyché geest en pathos pijn) is de leer van de psychische ziekte (geestelijk en psychologisch) of lijden of van de handelingen en ervaringen die kunnen wijzen op een psychische ziekte of handicap. Psychopathologie is een deelgebied van de psychologie en de psychiatrie. Waar de ziekte vooral de persoon betreft, kan het lijden op de persoon zelf en/of op de omgeving betrekking hebben. De psychopathologie is een wetenschap die aan de basis ligt van behandelingen waarvan de psychotherapie een voorbeeld is. Het is deels ook een beschrijvende of descriptieve wetenschap van psychische ziektebeelden.

## Werkveld
Vooral psychiaters en klinisch psychologen zijn geïnteresseerd in het vakgebied van de psychopathologie. Ze zijn professioneel begaan met de klinische behandeling en/of de studie van en het onderzoek naar de oorsprong, ontwikkeling en uitingen van het psychisch lijden. Daarnaast zijn er een hele reeks beroepen in de medische en sociale hulpverlening die van ver of van nabij te maken krijgen met psychopathologie.
Psychiaters zijn vooral geïnteresseerd in de beschrijvende pathologie, die de symptomen en syndromen van psychisch lijden beschrijft. Dit is zowel voor de diagnose van individuele patiënten als voor de opmaak van diagnostische systemen zoals de Diagnostic and Statistical Manual of Mental Disorders (DSM).
De term psychopathologie kan ook gebruikt worden om gedrag te omschrijven dat een indicatie kan zijn voor psychisch lijden, al is er geen sprake van een formele diagnose. De aanwezigheid van een hallucinatie kan beschouwd worden als een psychopathologisch verschijnsel, ook al zijn er niet genoeg symptomen om te spreken van een stoornis die in het DSM handboek vermeld staat.

## Psychisch lijden

### Normaal
Binnen de psychopathologie spreekt men van 'normaal functioneren' wanneer er sprake is van een harmonische relatie tussen de persoon en zichzelf, de persoon en de ander, en de persoon en zijn omgeving.
Wanneer iemand goed in zijn vel zit, binnen de sociale normen kan functioneren, correct kan reageren op anderen en de eisen van de omgeving aankan, spreekt men van een normaal functionerend persoon. Daarin is een bepaalde afwijking mogelijk.
Angst, boosheid, woede, verdriet kent ieder mens in meer of mindere mate.
Een rouwperiode van drie maanden bijvoorbeeld wordt normaal gevonden, maar wanneer iemand jaren achtereen intensief blijft rouwen, is er iets in de ontwikkeling verstoord. Wat normaal is, hangt ook af van de gewoonten binnen de omgeving. Vroeger waren weduwen die niet lange tijd in het zwart gekleed bleven abnormaal. Het blijft moeilijk om te bepalen waar normale variëteit precies grenst aan psychopathologie.

### Pathologisch
Abnormaal gedrag is wat storend is in de relatie met zichzelf, de ander en de omgeving. Wordt dit extreem, dan wordt dit pathologisch genoemd.
Wanneer relaties moeilijk verlopen en men zich niet goed voelt in de relatie tot zichzelf, de ander of tot de omgeving, dan is er mogelijk sprake van een neurose. Er is mogelijk sprake van een psychose als de band met zichzelf, de ander of de omgeving verbroken is.

## Beoordeling van de zieke
Het ziektebeeld van de persoon wordt bepaald door zijn gedrag, zijn gemoed en zijn denken.
Er is een aantal determinanten voor de beoordeling van een zieke:
- Is de ziekte acuut? Kent men een evolutie? Is de persoon aan de betere hand bij observatie of hervallen of chronisch?
- Is hetgeen hem het leven moeilijk maakt, van tijdelijke of permanente aard? Verbetert het misschien wel, maar zal het nooit weg zijn?
- Zit er een oorzaak in het lichaam? Is er een fysieke stoornis zoals een te lage schildklierwerking, een hersentumor, een hersenbloeding vooraan?
- Zijn er stress-factoren aanwezig? Is er sprake van sociaal isolement, kansarmoede, multi-problematische context?
- Heeft de eventuele psychische ziekte te maken met het functioneren zelf? (Een aanslepende ziekte of een handicap die plots een nieuwe wending heeft gekregen.)

Vervolgens wordt de observatie getoetst aan de diagnostische criteria van de DSM die het mogelijk maakt zo objectief mogelijk de weerslag van de psychische belemmering op het dagelijks leven op persoonlijk, relationeel, sociaal en beroepsmatig vlak in kaart te brengen. Op basis daarvan wordt een diagnose gesteld, en een behandeling voorgesteld.

## Kritiek
In het hedendaagse leven worden sociale en psychologische pathologie vaak toegeschreven aan niet-maatschappelijke oorzaken zoals biochemische afwijkingen, accidenteel trauma, persoonlijkheidsdefecten en verstoorde interpersoonlijke relaties. In dergelijke gevallen wordt meestal aangenomen dat de pathologie in kwestie abnormaal is, in de zin dat deze statistisch zeldzaam of abnormaal is. Dit wekt de illusie dat de status quo (en de heersende sociale praktijken) gezond en bevredigend zijn. Sociale kritiek wordt verlaten door af te zien van pathologische normaliteit en deze te vervangen door abnormale pathologie die gescheiden is van de samenleving, en pathologie te negeren. Beide komen samen in het uitsluiten van de normale samenleving van kritiek. Dit verdoezelt de basis van sociale en psychologische problemen, de noodzaak om deze basis te veranderen en de richting die sociale en psychologische verbetering moet volgen.

## Verwante termen
Verwante termen zijn anti-psychiatrie, biologische psychiatrie, kinderpsychiatrie, lijst van psychiatrische termen, geestelijke gezondheid, psychisch lijden en psychiatrie.